# Сосна карибская
Сосна карибская (лат. Pinus caribaea), (исп. pino macho)  — вид хвойных деревьев рода Сосна семейства Сосновые (Pinaceae).

## Распространение и экология
Распространение: Багамские острова, Белиз, Куба, Гватемала, Гондурас, Мексика, Никарагуа, острова Теркс и Кайкос. На материковой части ареал вида тяготеет к восточному побережью Атлантического океана.
Тропический вид, растущий на высотах 1—400 м над уровнем моря, при количестве осадков около 1000—1800 мм в год.
Сосна карибская интродуцирована также на Ямайке, Фиджи, в Колумбии, ЮАР и Китае.

## Ботаническое описание
Вечнозелёное дерево высотой 20—35 м, с диаметром ствола в среднем 50—100 см.
Кора грубая, пластинчатая, серо-коричневого цвета.
Молодые побеги красновато-коричневые, грубые, голые и чешуйчатые.
Цвет хвои от варьируется от светло-зелёного до тёмно-зеленого. Хвоя собрана в пучки по 3 (реже 2 либо 4) иглы, длиной 15—26 см.
Зрелые шишки имеют форму яйцевидного конуса, достаточно симметричны; длина 5—-12 см, диаметр 4-6 см. Цвет семян варьируется от светло-серо-коричневого до красного, размер 5—7 × 2,5—3,5 мм, с крылом длиной 10—20 мм.

## Таксономия
- Pinus caribaea Morelet, Revue Horticole de la Cote-D'Or 1: 107. 1851.

### Синонимы
- Pinus caribaea var. anomala Rowlee
- Pinus caribaea var. caribaea
- Pinus recurvata Rowlee

### Разновидности
Для этого вида различают 2 разновидности:
- Pinus caribaea var. bahamensis (Griseb.) W.H. Barrett et Golfari (syn. P. bahamensis Grisebach) — сосна багамская, ареал Багамские острова, острова Теркс и Кайкос
- Pinus caribaea var. hondurensis (Sénécl.) W.H. Barrett et Golfari (syn. P. hondurensis Sénéclauze, P. hondurensis Loock non Sénéclauze) — сосна гондурасская , ареал — Гондурас и примыкающие страны.